# 歡斯渴剌兜
歡斯渴剌兜（？—610年），其中歡斯為其姓氏，為古代島國流求國的國王，王室世系不詳。

## 生平
西元610年，中國隋朝將領陳稜與張鎮州率領數萬東陽兵渡海入侵流求國，數個月後抵達。流求人原以為是外國商旅前來從事商貿，結果卻發現是入侵者。渴剌兜聽聞消息後，派遣流求軍隊前往迎戰，卻遭到隋軍前鋒張鎮州擊敗。陳稜則率軍挺進低沒檀洞，小王歡斯老模戰敗被斬殺。陳稜取勝之後，將隋軍分為五路進攻流求國都。渴剌兜親自率領數千流求軍前往應戰，再度退敗。陳稜往北乘勝追擊，一路攻至流球都城波羅檀洞，渴剌兜率軍於城內防禦，雙方激戰一天。流求都城終究遭隋軍攻陷，燒毀其王宮與殿閣，渴剌兜遭斬殺，王子歡斯島槌及數千流求男女被俘虜回中國；此後，隋、流求兩國便從此不再往來。

### 引用
1. ↑  . 其王姓歡斯氏，名渴剌兜，不知其由來有國代數也。
2. ↑  . 大業三年，拜武賁郎將。後三歲，與朝請大夫張鎮周發東陽兵萬餘人，自義安泛海，擊流求國，月餘而至。
3. ↑  . 流求人初見船艦，以為商旅，往往詣軍中貿易。棱率眾登岸，遣鎮周為先鋒。
4. ↑  . 棱進至低沒檀洞，其小王歡斯老模率兵拒戰，棱擊敗之，斬老模。
5. ↑  . 既而開霽，分為五軍，趣其都邑。渴剌兜率眾數千逆拒，棱遣鎮周又先鋒擊走之。
6. ↑  . 棱乘勝逐北，至其柵，渴剌兜背柵而陣。棱盡銳擊之，從辰至未，苦鬥不息。
7. ↑  . 渴剌兜自以軍疲，引入柵。棱遂填塹，攻破其柵，斬渴剌兜，獲其子島槌，虜男女數千而歸。
8. ↑  . 棱擊走之，進至其都，頻戰皆敗，焚其宮室，虜其男女數千人，載軍實而還。自爾遂絕。